# معركة دوندالك
معركة دوندالك(Dundalk)عام 1318م.
مملكة أيرلندا القصيرة الأجل التي أقامها إدوارد بروس انتهى وجودها في أكتوبر 1318 عندما هُزم إدوارد وقُتل في دوندالك عند مواجهته لجيش أنجلو-أيرلندي بقيادة جون دي برمنجهام.